# Mecistocephalus meggittii
Mecistocephalus meggittii är en mångfotingart som beskrevs av Karl Wilhelm Verhoeff 1937. Mecistocephalus meggittii ingår i släktet Mecistocephalus och familjen storhuvudjordkrypare.
Artens utbredningsområde är Myanmar. Inga underarter finns listade i Catalogue of Life.